# Ooencyrtus epilachnae
Ooencyrtus epilachnae är en stekelart som beskrevs av Annecke 1965. Ooencyrtus epilachnae ingår i släktet Ooencyrtus och familjen sköldlussteklar.
Artens utbredningsområde är Uganda. Inga underarter finns listade i Catalogue of Life.